# Margarita de Pembroke
Margarita de Inglaterra (Castillo de Windsor, 20 de julio de 1346 - octubre/diciembre de 1361), fue Condesa de Pembroke, e hija del rey Eduardo III de Inglaterra y de Felipa de Henao.

## Biografía
Margarita fue la quinta hija -pero la tercera hija sobreviviente- del rey Eduardo III de Inglaterra y de su esposa, Felipa de Henao. Fue prometida en matrimonio al duque Alberto III de Austria, pero el compromiso no logró llevarse a cabo debido a la política del momento. Unos años más tarde su padre intentó casarla con Juan de Blois hijo de Carlos de Blois y rival de Juan V de Bretaña; sin embargo, el compromiso fue abandonado porque su hermana María ya estaba casada con Juan V. 
Margarita había sido criada con Juan Hastings, 2.do conde de Pembroke, hijo de Laurence Hastings, 1.er conde de Pembroke y de Agnes Mortimer, hija de Roger Mortimer (el favorito de la reina Isabel de Francia). Ambos niños tenían una relación cercana. 
Finalmente el 13 de mayo de 1359 se convirtió en la esposa de  Juan Hastings en la misma semana que su hermano Juan de Gante contraía matrimonio con Blanca de Lancaster, en Reading.
Apenas dos años más tarde, Margarita murió y fue enterrada en la Abadía de Abingdon. La fecha exacta y causa de su muerte se desconoce, aunque hay registros de que estuvo viva al menos hasta el 1 de octubre de 1361.